# Estació d'Arc de Triomf

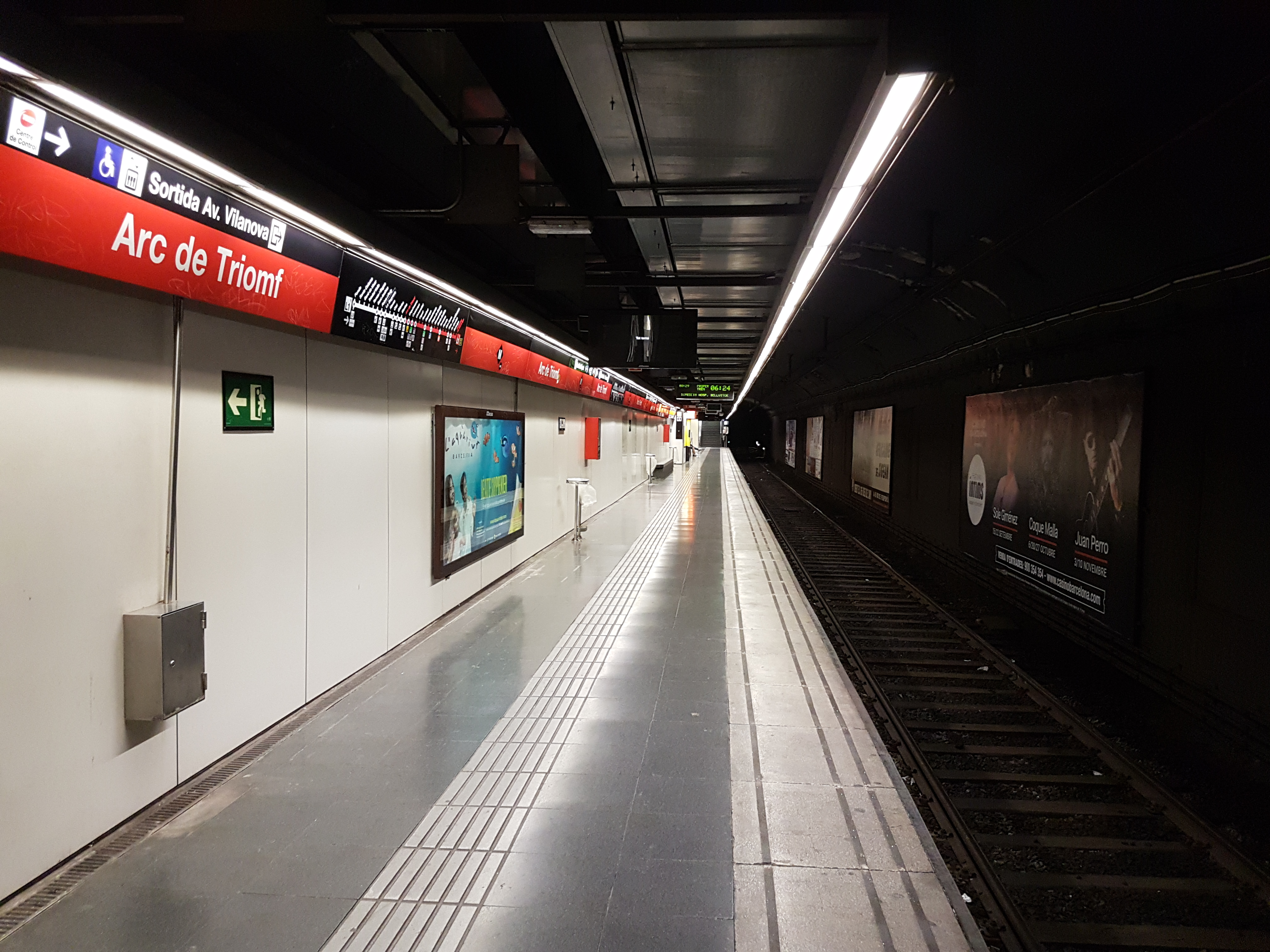
L'estació de metro L1

Arc de Triomf (anomenada antigament Triumfo-Norte, L1, o Vilanova, Renfe) és un intercanviador multimodal situat al districte de l'Eixample de Barcelona. L'intecanviador es troba al costat de l'Estació del Nord, antiga estació ferroviària terminal de Ferrocarrils del Nord, que és ara capçalera de gran part de les línies d'autobús de mitjà i llarg recorregut que arriben a Barcelona. És un punt d'enllaç de la L1 del Metro de Barcelona, tres línies de Rodalies de Catalunya (R1, R3 i R4).
L'estació de la L1 es va inaugurar el 1932 amb el nom de Triunfo-Norte com a part de la prolongació del Ferrocarril Metropolità Transversal després d'obrir-se un túnel amb quatre vies entre l'Estació del Nord i la Plaça Catalunya, que es va construir conjuntament amb la companyia ferroviària Ferrocarrils del Nord, cosa que permetia obrir un gran intercanviador a l'estació de Plaça de Catalunya.
Posteriorment, el 1982, amb la reorganització dels números de línies i canvis de nom d'estacions, l'estació de metro va adoptar el nom actual.
L'any 2016, l'estació de Rodalies va registrar l'entrada de 2.743.000 passatgers i la del Metro va registrar-ne 4.673.700.

## Serveis

### Metro i ferrocarril
| Metro de Barcelona                                              |                    |       |                        |                                                                                   |
| Procedència/Destinació                                          | <                  | Línia | >                      | Procedència/Destinació                                                            |
| Hospital de Bellvitge                                           | Urquinaona         |       | Marina                 | Fondo                                                                             |
| Rodalia de Barcelona                                            |                    |       |                        |                                                                                   |
| Procedència/Destinació                                          | <                  | Línia | >                      | Procedència/Destinació                                                            |
| Molins de Rei L'Hospitalet de Llobregat                         | Plaça de Catalunya |       | El Clot Aragó          | Mataró Arenys de Mar Calella Blanes Maçanet-Massanes                              |
| L'Hospitalet de Llobregat                                       | Plaça de Catalunya |       | La Sagrera - Meridiana | Granollers-Canovelles La Garriga Vic Ripoll / Ribes de Freser / La Tor de Querol¹ |
| Sant Vicenç de Calders Vilafranca del Penedès Martorell         | Plaça de Catalunya |       | La Sagrera - Meridiana | Terrassa Manresa                                                                  |
| Rodalia de Girona                                               |                    |       |                        |                                                                                   |
| Procedència/Destinació                                          | <                  | Línia | >                      | Procedència/Destinació                                                            |
| L'Hospitalet de Llobregat                                       | Plaça de Catalunya |       | El Clot Aragó          | Figueres Portbou                                                                  |
| 1. Regionals cadenciats amb parada a algunes estacions de la R3 |                    |       |                        |                                                                                   |

### autobus de Llarg Recorregut
Són moltes les destinacions dels autobusos que surten de l'estació de Barcelona-Nord ubicada en aquest intercanviador. Hi surten línies que recorren el corredor mediterrani amb destinacions com València, Alacant o Múrcia, la línia Madrid-Saragossa-Barcelona de ALSA, autobusos amb destinació Andalusia, Extremadura, Galícia, Castella i Lleó, País Basc i gran nombre de línies internacionals operades per Alsa Internacional i Eurolines principalment.

## Accessos
- Carrer Nàpols (Estació d'autobusos)
- Passeig de Sant Joan

## Intervencions arqueològiques
El 2011 es dugué a terme una intervenció arqueològica motivada per la construcció d'un nou vestíbul en l'intercanviador de l'Arc de Triomf de la línia 1 de l'FMB i RENFE, TM-04335. La intervenció es limità a l'excavació d'un sondeig amb unes mides de 5’70 per 6’50 m. a sobre de la volta del túnel del ferrocarril i proporcionà resultats positius. Arran de l'actuació es localitzaren una sèrie de retalls de planta irregular i retalls en forma de cubeta que, atès el seu grau d'arrasament, es fa difícil fer una interpretació acurada però, tenint en compte els materials, es pot situar la seva amortització en època altmedieval. A banda es documentà, ja d'època contemporània, un fonament a encofrat perdut relacionat de forma clara amb la urbanització d'aquest sector de la ciutat durant la segona meitat del segle xix. La construcció d'aquesta fonamentació retallava un seguit de nivells força homogenis, possiblement de caràcter agrícola, que descansaven directament sobre el terreny geològic, fent palesa en aquest punt la manca d'una seqüència estratigràfica més complexa. Mereix un esment la presència d'un gran retall documentat en bona part del sondeig i que possiblement caldria relacionar amb la construcció o reparació del túnel del ferrocarril construït a començaments dels anys trenta del segle xx.